# Jorneakî, Hlobîne
Jorneakî (în ucraineană Жорняки) este un sat în comuna Jukî din raionul Hlobîne, regiunea Poltava, Ucraina.

## Demografie
Componența lingvistică a localității Jorneakî
     Ucraineană (91,67%)
     Română (8,33%)
Conform recensământului din 2001, majoritatea populației localității Jorneakî era vorbitoare de ucraineană (91,67%), existând în minoritate și vorbitori de română (8,33%).